# Deansboro Railroad Station

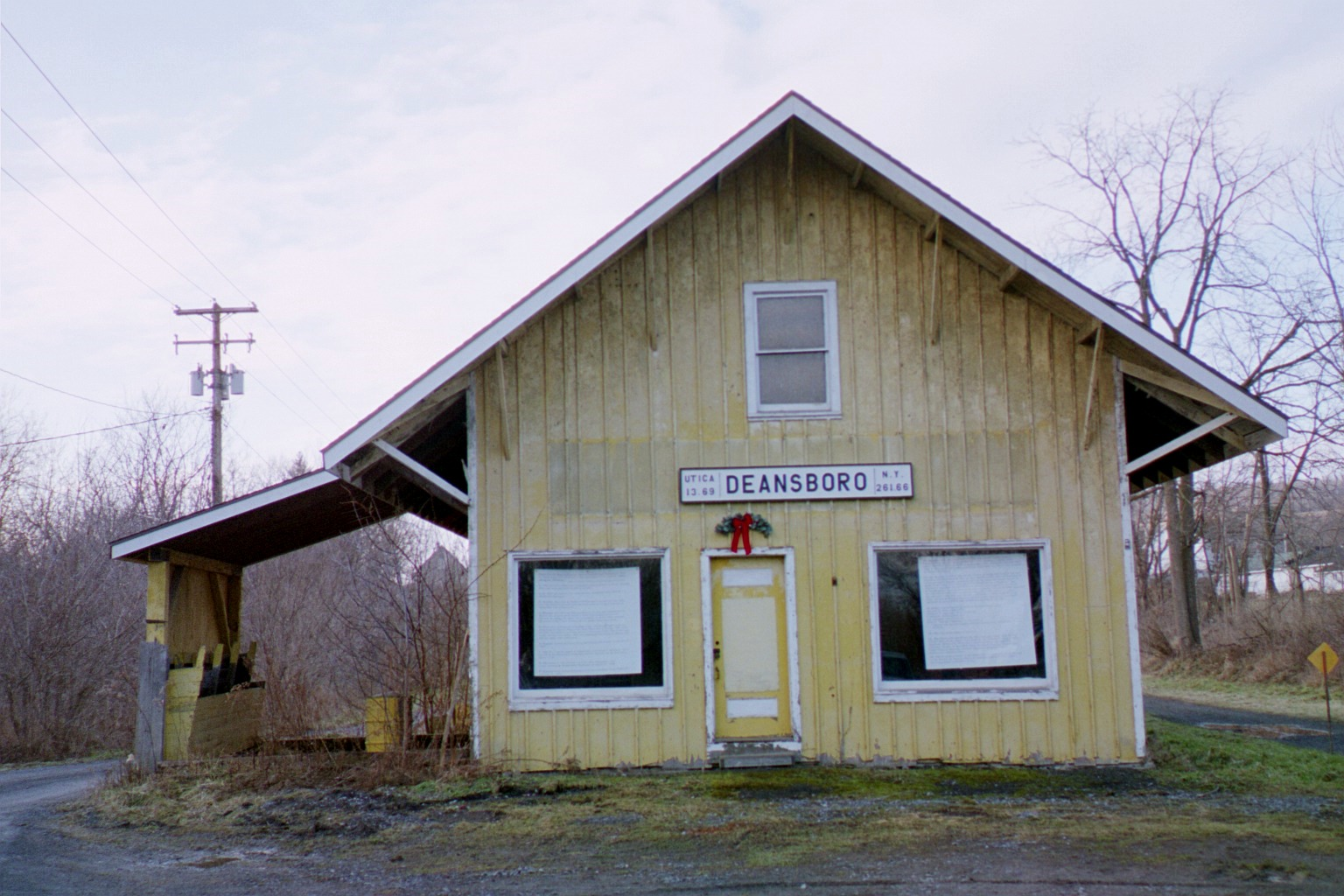
Deansboro Railroad Station

Die Deansboro Railroad Station ist ein Frachtschuppen aus dem späten 19. Jahrhundert. Das Gebäude befindet sich im Weiler Deansboro im Oneida County, New York. Das Bauwerk ist von historischer Bedeutung für die Entwicklung der Eisenbahnen im Bundesstaat New York und für die dabei verwendete charakteristische Architektur.
Das Bauwerk wurde von einer Vorgängergesellschaft der New York, Ontario and Western Railway erbaut. Dabei handelt es sich um ein einstöckiges Holzfachwerkgebäude. Es war von 1867 bis zum Verkauf durch die Eisenbahngesellschaft im Jahr 1957 in Betrieb. 

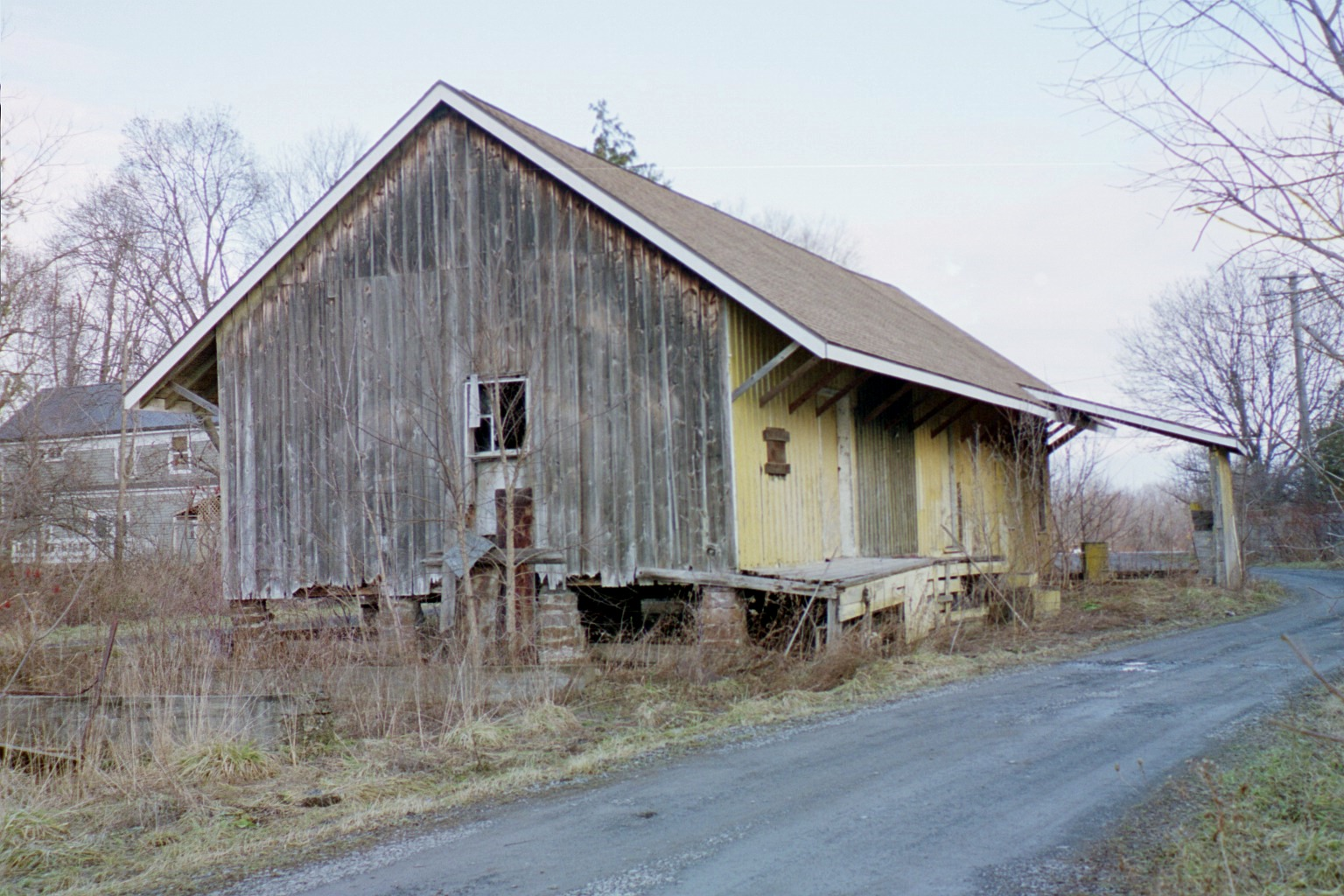
Rückwärtige Ansicht

Das Gebäude wurde 2002 in das National Register of Historic Places eingetragen. Zum Eintragszeitpunkt bestanden Pläne, das Gebäude in ein Museum umzuwandeln. 